# Siamo quelli di Beverly Hills/Lady Lovely
Siamo quelli di Beverly Hills/Lady Lovely  è il quarantaseiesimo singolo discografico di Cristina D'Avena, pubblicato nel 1988. Il brano "Siamo quelli di Beverly Hills" era la sigla della serie animata omonima, scritta da Alessandra Valeri Manera su musica e arrangiamento di Carmelo Carucci. La base musicale fu utilizzata anche per la sigla francese "Les aventures de Claire et Tipoune" (1989), per quella spagnola "Spanky" (1991) e per quella tedesca "Hallo Kurt" (1994) . "Lady Lovely" è il lato B del disco, sigla della serie animata omonima, scritta da Alessandra Valeri Manera su musica e arrangiamento di Vincenzo Draghi. La base musicale fu utilizzata anche per la sigla tedesco Il mago di Oz nel 1994 
.

## Edizioni
Entrambi i brani sono stati inseriti nella compilation “Fivelandia 6” e in numerose raccolte.

## Tracce
Lato A
1. Siamo quelli di Beverly Hills – 2:59 (Alessandra Valeri Manera-Carmelo Carucci)

Durata totale: 2:59
Lato B
1. Lady Lovely – 2:53 (Alessandra Valeri Manera-Vincenzo Draghi)

Durata totale: 2:53